# 亨利·冈斯
亨利·冈斯（法語：Henri Gance，1888年3月17日—1953年11月29日），法国男子举重运动员，1908年开始从事举重运动。他曾代表法国参加1920年夏季奥林匹克运动会举重比赛，获得男子75公斤级金牌。